# 요시이정 (오카야마현 아카이와군)
요시이정(吉井町)은 오카야마현의 중동부 아카이와군에 있던 정이다.
2005년 3월 7일에 산요정, 구리야마정, 아카사카정과 합병해 아카이와시가 되었다.

## 지리
요시이정은 오카야마현의 남동부, 현재의 아카이와시 동북부에 위치했다 .마을의 대부분은 산림이 차지하고 있었다.

## 역사
- 1954년 3월 1일 - 아카이와군 스사이촌, 야마가타촌, 사에키키타촌이 합병과 동시에 정으로 승격해 요시이정이 되었다.
- 2005년 3월 7일 - 아카이와군 산요정, 구리야마정, 아카사카정과 합병으로 아카이와시가 되었다. 동일 요시이정은 폐지되었다.

## 교통

### 도로
- 미마사카오카야마 도로(일본어판)
- 국도 제374호선 (일본)(일본어판)
- 국도 제484호선 (일본)(일본어판)